# Giovanni Targioni Tozzetti
Pour les articles homonymes, voir Targioni Tozzetti.
Ne doit pas être confondu avec Giovanni Targioni-Tozzetti.
Giovanni Targioni Tozzetti est un médecin et un naturaliste italien, né le 11 septembre 1712 à Florence et mort le 7 janvier 1783 dans cette même ville.

## Biographie
Il est le fils de Benedetto Targioni et de Cecilia Tozzetti. Il est diplômé de médecine à Pise en 1734. Il hérite de l’amour de la botanique de son père, il décide alors, sous la conduite de l’éminent Florentin Pier Antonio Micheli (1679-1737), de se consacrer à l’étude de cette discipline. Il lui succédera d’ailleurs à la tête du Jardin des simples de Florence et deviendra professeur de botanique.
Ses recherches le conduisent à découvrir les parasites des végétaux et il étudie les applications pratiques de ses découvertes. En 1739, il devient préfet de la bibliothèque nationale centrale de Florence et occupe, au fil des ans, de nombreuses fonctions au sein de cette vaste institution. Ceci lui permet de se consacrer à une autre de ses passions, l’histoire. En 1741, il fait paraître un livret sur une invasion d’Ephemeroptera. Il est également l’auteur d’une note sur l’utilisation de la cantharide officinale (Lytta vesicatoria) comme aphrodisiaque.
Targioni Tozzetti s’intéresse aussi à l’histoire de la Toscane et fait paraître Viaggi fatti in diverse parti della Toscana per osservare le produzioni naturali e gli antichi monumenti (Voyage dans les différentes parties de la Toscane et observation sur les productions naturelles et les monuments antiques), dont il existe deux éditions : la première en six volumes (Florence, 1751-1754), et la deuxième en douze volumes (1768-1779). Cette œuvre est une description exhaustive de la Toscane, tant du point de vue historique que scientifique. Les différentes parties traitent de la botanique (celle-ci est précédée d’un essai sur la pathologie végétale), à la médecine, à la zoologie, à la minéralogie avant de s’achever sur l’architecture. La partie la plus intéressante de son Viaggi fatti in diverse parti della Toscana est celle qu’il consacre à la géographie : Targioni Tozzetti y réalise une carte littéraire de sa région, un but atteint avec une grande précision et beaucoup de soin.
Il s’intéresse aussi à la cartographie et commence à rédiger une chorographie et une topographie physique de la Toscane, mais il ne fait paraître que le seul prodromo en 1758.
En 1763, il fait paraître Catalogo delle Produzioni Naturali presenti nella Real Galleria dans lequel il propose notamment la création d’un musée scientifique, qui verra le jour en 1775 par une donation par le grand-duc Léopold (1747-1792) : le Musée royal et impérial de physique et d’histoire naturelle de Florence.
En 1767, Targioni Tozzetti fait paraître Alimurgia o sia modo di rendere meno gravi le carestie où il propose des solutions pour améliorer l’agriculture. Il est le fondateur de la Collezione lito-mineralogica di Giovanni Targioni Tozzetti (collection litho-minéralogique), riche de 9 000 spécimens de roches et de minéraux. Son intérêt est d’abord historique, les spécimens étant identifiés par une nomenclature latine. Plus intéressant est le catalogue de la collection, un recueil d’environ 5 000 articles regroupés dans 12 volumes qui illustrent les différents spécimens, accompagnés de 9 000 illustrations exécutées par Ottaviano fils. La collection, pour des raisons d'espace, est visible par le public seulement sur Internet grâce à une collaboration entre le Musée d'histoire naturelle de l'Université des études de Florence (la section de minéralogie) et l'Institut et le Musée d'histoire de la science.
Il fut l’un des premiers membres de l'Académie des Georgofili et de la Société Colombaria. Targioni Tozzetti est à l’origine d’une famille comptant de nombreuses personnalités importantes sur le plan scientifique pour le développement économique de la Toscane :
- son fils est le botaniste Ottaviano Targioni Tozzetti (1755-1829) ;
- son neveu est le botaniste Antonio Targioni Tozzetti (1785-1856) ;
- et son petit-neveu est le zoologiste Adolfo Targioni Tozzetti (1823-1902).